# Botalaote
Botalaote est une ville du Botswana.